# Бизенья
Бизенья (итал. Bisegna) — коммуна в Италии, располагается в области Абруццо, в провинции Л’Акуила.
Население составляет 332 человека (2008 г.), плотность населения составляет 7 чел./км². Занимает площадь 46 км². Почтовый индекс — 67050. Телефонный код — 0863.
Покровителем населённого пункта считается святой Рох.

## Демография
Динамика населения:

## Администрация коммуны
- Официальный сайт: http://www.comune.bisegna.aq.it/